# Moleculaire machine

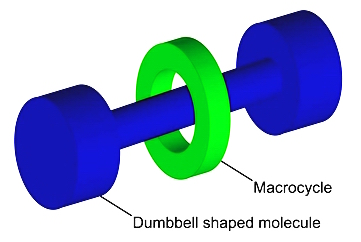
Grafische weergave van een rotaxaan

Moleculaire machines zijn een klasse moleculen die doorgaans worden beschreven als een verzameling van een discreet aantal moleculaire componenten die bedoeld zijn om mechanische bewegingen te produceren als reactie op specifieke stimuli, waarbij macromoleculaire apparaten zoals schakelaars en motoren worden nagebootst. Natuurlijk voorkomende moleculaire machines (biologische moleculaire machines) zijn verantwoordelijk voor vitale levende processen zoals DNA-replicatie en ATP-synthase. Kinesinen en ribosomen zijn voorbeelden van biologische moleculaire machines en ze nemen vaak de vorm aan van multi-eiwitcomplexen. De afgelopen decennia hebben wetenschappers, met wisselend succes, geprobeerd machines uit de macroscopische wereld te miniaturiseren. Het eerste voorbeeld van een kunstmatige moleculaire machine (AMM) werd gerapporteerd in 1994, een rotaxaan met een ring en twee verschillende mogelijke bindingsplaatsen.

Kinesine die op een microtubulus loopt, is een moleculaire biologische machine die gebruik maakt van eiwitdynamiek op nanoschaal.

 In 2016 werd de Nobelprijs voor Scheikunde toegekend aan Jean-Pierre Sauvage, Sir J. Fraser Stoddart en Bernard L. Feringa voor het ontwerp en de synthese van moleculaire machines.

Model van een biologische moleculaire motor (zweepstaartje) van een gram-negatieve bacterie

AMM's zijn de afgelopen decennia snel gediversifieerd en hun ontwerpprincipes, eigenschappen en methoden zijn beter geschetst. Een belangrijk uitgangspunt voor het ontwerp van AMM's is het benutten van de bestaande bewegingsmodi in moleculen, zoals rotatie rond enkelvoudige bindingen of cis-trans-isomerisatie. Er worden verschillende AMM's geproduceerd door verschillende functionaliteiten te introduceren, zoals de introductie van bistabiliteit om schakelaars te creëren. Er is een breed scala aan AMM's ontworpen, met verschillende eigenschappen en toepassingen; sommige hiervan omvatten moleculaire motoren, schakelaars, en logische biologische poorten. Er is een breed scala aan toepassingen aangetoond voor AMM's, waaronder toepassingen die zijn geïntegreerd in polymerisch-, vloeibaar kristal- en krystallijne-systemen voor uiteenlopende functies (zoals materialennderzoek, homogene katalyse en oppervlaktechemie).

## Terminologie
Verschillende definities beschrijven een "moleculaire machine" als een klasse moleculen die doorgaans wordt beschreven als een samenstel van een discreet aantal moleculaire componenten die bedoeld zijn om mechanische bewegingen te produceren als reactie op specifieke stimuli. De uitdrukking wordt vaak algemener toegepast op moleculen die eenvoudigweg functies nabootsen die op macroscopisch niveau voorkomen. Een paar belangrijke vereisten voordat een molecuul als een "moleculaire machine" kan worden beschouwd, zijn: de aanwezigheid van bewegende delen, het vermogen om energie te verbruiken, en het vermogen om een taak uit te voeren.. Moleculaire machines verschillen van andere op stimuli reagerende verbindingen die beweging kunnen produceren (zoals cis-trans isomeren) in hun relatief grotere bewegingsamplitude (mogelijk als gevolg van chemische reacties) en de aanwezigheid van een duidelijke externe stimulus om de bewegingen te reguleren (vergeleken met willekeurige thermische beweging). piëzo-elektrische, magnetostrictische en andere materialen die een beweging veroorzaken als gevolg van externe stimuli op een macroschaal worden doorgaans niet meegenomen, omdat de effecten ondanks de moleculaire oorsprong van de beweging niet bruikbaar zijn op moleculaire schaal.
Deze definitie is in het algemeen van toepassing op synthetische moleculaire machines, die historisch gezien inspiratie hebben gehaald uit de in de natuur voorkomende biologische moleculaire machines (ook wel "nanomachines" genoemd). Biologische moleculaire machines worden beschouwd als apparaten op nanoschaal (zoals moleculaire eiwitten) in een levend systeem die verschillende vormen van energie omzetten in mechanische arbeid om cruciale biologische processen aan te drijven, zoals intracellulair transport, spiercontracties, oxidatieve fosforylering en celdeling.

## Geschiedenis
Biologische moleculaire machines zijn al jaren bekend en bestudeerd vanwege hun cruciale rol bij het in stand houden van het leven, en hebben gediend als inspiratie voor synthetisch ontworpen systemen met vergelijkbare nuttige functionaliteit. De komst van conformationele analyse of de studie van conformers om complexe chemische structuren te analyseren, gaf in de jaren vijftig aanleiding tot het idee om de relatieve beweging binnen moleculaire componenten te begrijpen en te controleren voor verdere toepassingen. Dit leidde tot het ontwerp van "proto-moleculaire machines" met conformationele veranderingen zoals tandwielen van de aromatische ringen in triptycenen. Tegen 1980 konden wetenschappers de gewenste conformaties bereiken met behulp van externe stimuli en deze voor verschillende toepassingen gebruiken. Een belangrijk voorbeeld is het ontwerp van een lichtgevoelige kroonether die een azobenzeen eenheid bevat, die zou kunnen schakelen tussen cis en trans isomeren bij blootstelling aan licht en zo de kationbindende eigenschappen van de ether afstemmen. In zijn baanbrekende lezing uit 1959 There's Plenty of Room at the Bottom (Er is genoeg ruimte aan de onderkant), zinspeelde Richard Feynman op het idee en de toepassingen van moleculaire apparaten die kunstmatig zijn ontworpen door materie te manipuleren op atomair niveau Dit werd verder onderbouwd door Eric Drexler in de jaren zeventig, die ideeën ontwikkelde op basis van moleculaire nanotechnologie zoals "assemblers" op nanoschaal hoewel hun haalbaarheid omstreden was.

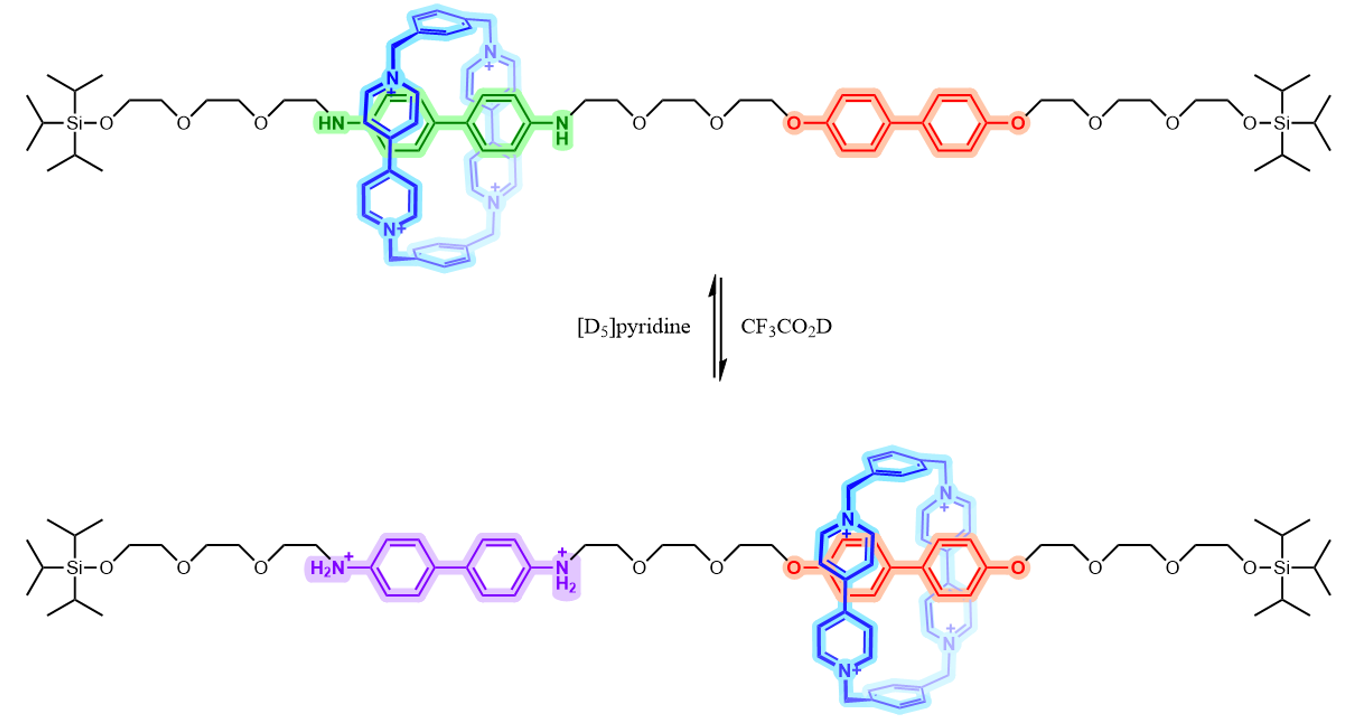
Het eerste voorbeeld van een kunstmatige moleculaire machine (een schakelbare moleculaire pendelvoertuig (shuttle)). De positief geladen ring (blauw) bevindt zich aanvankelijk boven de benzidine-eenheid (groen), maar verschuift naar de bifenol-eenheid (rood) wanneer de benzidine wordt geprotoneerd (paars) als resultaat van elektrochemisch oxidatie of verlaging van de pH.

Hoewel deze gebeurtenissen als inspiratie voor het veld dienden, vond de feitelijke doorbraak in praktische benaderingen voor het synthetiseren van kunstmatige moleculaire machines (AMM's) plaats in 1991 met de uitvinding van een "moleculair pendelvoertuig" (shuttle) door James Fraser Stoddart. Voortbouwend op de assemblage van mechanisch gekoppelde moleculen zoals catenanen en rotaxanen zoals ontwikkeld door Jean-Pierre Sauvage in het begin van de jaren tachtig. Dit pendelvoertuig (shuttle) is voorzien van een rotaxaan met een ring die over een "as" kan bewegen tussen twee uiteinden of mogelijke bindingsplaatsen (hydrochinon-eenheden). Dit ontwerp realiseerde voor het eerst de goed gedefinieerde beweging van een moleculaire eenheid over de lengte van het molecuul. In 1994 maakte een verbeterd ontwerp controle over de beweging van de ring mogelijk met pH-variatie of elektrochemische methoden, waardoor dit het eerste voorbeeld van een AMM is. Hier zijn de twee bindingsplaatsen een benzidine en een bifenol eenheid; de kationische ring geeft er doorgaans de voorkeur aan om boven de benzidinering te blijven, maar gaat over naar de bifenolgroep wanneer de benzidine wordt geprotoneerd bij een lage pH of als deze elektrochemisch wordt geoxideerd.  In 1998 kon een onderzoek de roterende beweging van een decacyclenmolecuul op een metalen oppervlak op koperbasis vastleggen met behulp van een scanning tunneling microscoop. In de daaropvolgende tien jaar werd een grote verscheidenheid aan AMM's die reageerden op verschillende stimuli uitgevonden voor verschillende toepassingen. In 2016 werd de Nobelprijs voor Scheikunde toegekend aan Sauvage, Fraser Stoddart en Bernard L. Feringa voor het ontwerp en de synthese van moleculaire machines..

## Kunstmatige moleculaire machines
In de afgelopen decennia zijn AMM's snel gediversifieerd en hun ontwerpprincipes, eigenschappen, en karakteriserings-methoden zijn duidelijker in kaart gebracht. Een belangrijk uitgangspunt voor het ontwerp van AMM's is het benutten van de bestaande bewegingsmogelijkheden in moleculen. Enkelvoudige bindingen kunnen bijvoorbeeld worden gezien als rotatie-assen, evenals metalloceen-complexen. Buigende of V-achtige vormen kunnen worden bereikt door dubbele bindingen op te nemen, die cis-trans- isomerisatie kunnen ondergaan als reactie op bepaalde stimuli (bepaalde bestraling met een geschikte golflengte), zoals te zien in talrijke ontwerpen bestaande uit stilbeen en azobenzeen-eenheden. Op dezelfde manier kunnen ring-opening en -sluitingsreacties zoals die gezien voor spiropyraan en diaryletheen ook gebogen vormen produceren. Een ander veel voorkomende bewegingswijze is de omwenteling van ringen ten opzichte van elkaar, zoals waargenomen bij mechanisch vergrendelde moleculen (voornamelijk catenanen). Hoewel dit type rotatie niet buiten het molecuul zelf toegankelijk is (omdat de ringen in elkaar opgesloten zijn), kunnen rotaxanen dit overwinnen omdat de ringen translatiebewegingen langs een halterachtige as kunnen ondergaan. Een andere lijn AMM's bestaat uit biomoleculen zoals DNA en proteïnen als onderdeel van hun ontwerp, waarbij gebruik wordt gemaakt van verschijnselen als eiwitvouwing en ontvouwing..

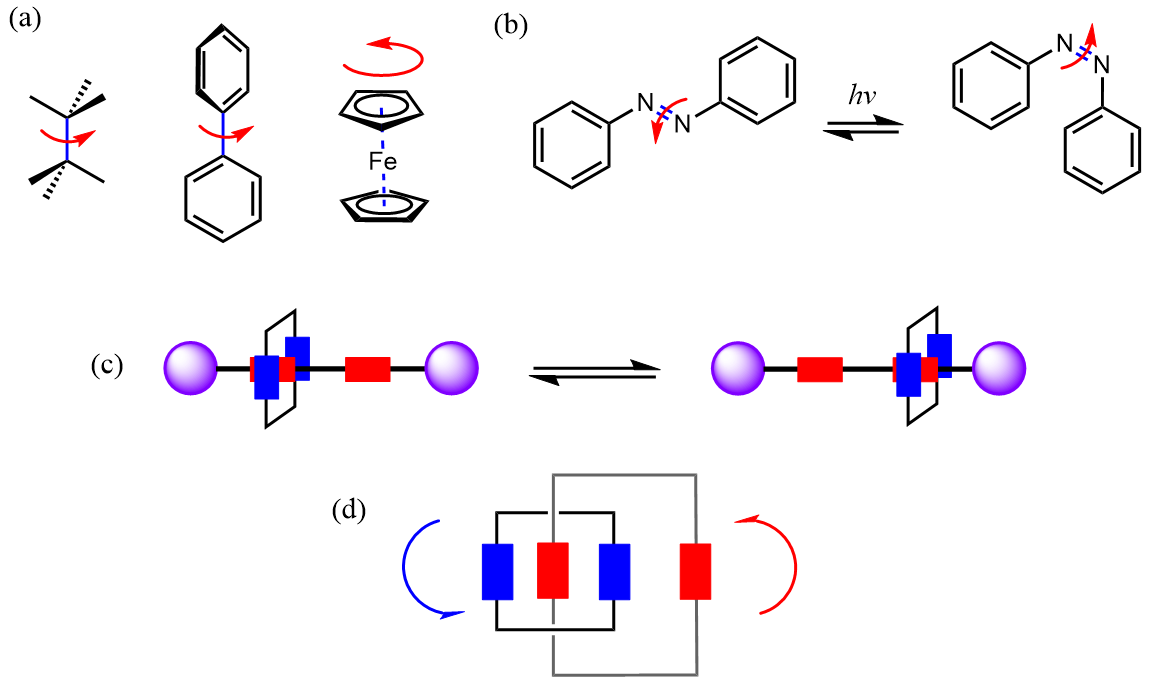
Enkele veelvoorkomende soorten bewegingen die voorkomen in enkele eenvoudige componenten van kunstmatige moleculaire machines. a) Rotatie rond enkele bindingen en in sandwichachtige metallocenen. b) Buiging als gevolg van cis-trans-isomerisatie. c) Translatiebeweging van een ring (blauw) tussen twee mogelijke bindingsplaatsen (rood) langs de halterachtige rotaxaanas (paars). d) Rotatie van in elkaar grijpende ringen (weergegeven als blauwe en rode rechthoeken) in een catenaan.

AMM-ontwerpen zijn sinds de begindagen van het onderzoeksveld aanzienlijk gediversifieerd. Een belangrijke route is de introductie van bistabiliteit om moleculaire schakelaars te produceren met twee verschillende configuraties waartussen het molecuul moet converteren. Dit werd gezien als een stap voorwaarts ten opzichte van het oorspronkelijke moleculaire pendelvoertuig (shuttle), die bestond uit twee identieke locaties waar de ring zonder enige voorkeur heen kon bewegen, op een manier die analoog is aan de ring-inversie in een niet-gesubstitueerd cyclohexaan. Als deze twee locaties van elkaar verschillen in termen van kenmerken als elektronendichtheid, kan dit aanleiding geven tot zwakke of sterke herkenningslocaties, zoals in biologische systemen – dergelijke AMM’s hebben toepassingen gevonden in katalyse en medicijnafgifte. Dit schakelgedrag is verder geoptimaliseerd om nuttig werk te verrichten dat verloren gaat wanneer een typische schakelaar terugkeert naar de oorspronkelijke staat.
Geïnspireerd door het gebruik van kinetische controle voor het produceren van arbeid in natuurlijke processen, zijn moleculaire motoren ontworpen, die een continue energie-instroom hebben en geen evenwicht bereiken, zodat ze arbeid kunnen blijven leveren.
Er worden tegenwoordig verschillende energiebronnen gebruikt om moleculaire machines aan te drijven, maar dit was niet het geval tijdens de eerste jaren van de ontwikkeling van AMM's. Hoewel de bewegingen in AMM's werden gereguleerd ten opzichte van de willekeurige thermische beweging die doorgaans in moleculen wordt waargenomen, konden ze niet naar wens worden gecontroleerd of gemanipuleerd. Dit leidde tot de toevoeging van op stimuli reagerende delen in het AMM-ontwerp, zodat extern toegepaste niet-thermische energiebronnen de moleculaire beweging konden aandrijven en daardoor controle over de eigenschappen mogelijk zouden maken. Chemische energie (of 'chemische brandstoffen') was in het begin een aantrekkelijke optie, gezien het brede scala aan omkeerbare chemische reacties (sterk gebaseerd op de zuur-base chemie) om moleculen tussen verschillende toestanden te schakelen. Dit brengt echter het probleem met zich mee van het praktisch reguleren van de aanvoer van de chemische brandstof en de verwijdering van het geproduceerde afval om de efficiëntie van de machine te behouden, zoals in biologische systemen. Hoewel sommige AMM's manieren hebben gevonden om dit te omzeilen, hebben recentelijk afvalvrije reacties gebaseerd op elektronenoverdracht of isomerisatie aandacht gekregen (zoals redox-responsieve viologenen). Uiteindelijk zijn verschillende vormen van energie (elektrisch, magnetisch, optisch enzovoort) de primaire energiebronnen geworden die worden gebruikt om AMM's aan te drijven en zelfs autonome systemen zoals door licht aangedreven motoren zijn er gemaakt.

### Typen
Er zijn verschillende AMM's ontworpen met een breed scala aan functies en toepassingen, waarvan er verschillende hieronder in tabelvorm zijn weergegeven, samen met indicatieve afbeeldingen:
| Type                       | Beschrijving | Afbeelding |
| -------------------------- | --- | --- |
| Moleculaire balans         | Een molecuul dat tussen twee of meer conformaties of configuratietoestanden kan converteren als reactie op de dynamiek van meerdere intra- en intermoleculaire drijvende krachten, zoals waterstofbinding, solvent-fobische of hydrofobe effecten, π-interacties, en sterische en dispersie-interacties. De verschillende conformaties van een moleculaire balans kunnen verschillende interacties met hetzelfde molecuul vertonen, zodat het analyseren van de verhouding van de conformatie en de energieën voor deze interacties de kwantificering van verschillende eigenschappen mogelijk maken (zoals CH-π of areen-areen interacties, zie afbeelding). | Een voorbeeld van een moleculaire balans |
| Moleculair scharnier       | Een moleculair scharnier is een molecuul dat doorgaans kan roteren in een kruk-achtige beweging rond een stijve as, zoals een dubbele binding of een aromatische ring voor het schakelen tussen omkeerbare configuraties Dergelijke configuraties moeten onderscheidbare geometrieën hebben; azobenzeengroepen in een lineair molecuul kunnen bijvoorbeeld cis-trans-isomerisatie ondergaan. bij bestraling met ultraviolet licht, wat een omkeerbare overgang naar een gebogen of V-vormige conformatie teweegbrengt (zie afbeelding). Moleculaire scharnieren zijn aangepast voor toepassingen als nucleobase-herkenning, peptidemodificaties, en het visualiseren van moleculaire beweging. | Voorbeeld van een moleculair scharnier dat cis-trans-isomerisatie kan ondergaan rond een dubbele binding                                              |
| Moleculaire logische poort | Een molecuul dat een logische bewerking uitvoert op een of meer logische invoeren en één enkele logische uitvoer produceert. Gemodelleerd naar logische poorten hebben deze moleculen langzaam de conventionele, op silicium gebaseerde machines vervangen. Er zijn verschillende toepassingen naar voren gekomen, zoals onderzoek naar de waterkwaliteit, onderzoek naar voedselveiligheid, detectie van metaalionen en farmaceutische onderzoeken. Het eerste voorbeeld van een moleculaire logische poort werd gerapporteerd in 1993, met een receptor (zie afbeelding) waarbij de emissie-intensiteit zou kunnen worden behandeld als een afstembare uitvoer indien de concentraties van protonen en natriumionen als invoer worden beschouwd. | De voor het eerst gerapporteerde moleculaire logische poort                                                                                           |
| Moleculaire motor          | Een molecuul dat in staat is tot gerichte roterende bewegingen rond een enkele of dubbele binding en daardoor nuttig werk kan produceren (zoals weergegeven in de afbeelding). Er zijn ook nanomotoren van koolstofnanobuisjes geproduceerd. Rotatiemotoren met een enkele binding worden doorgaans geactiveerd door chemische reacties, terwijl rotatiemotoren met dubbele binding doorgaans worden aangedreven door licht. De rotatiesnelheid van de motor kan ook worden afgestemd door een zorgvuldig moleculair ontwerp. | Moleculair-dynamische simulatie van een synthetisch moleculaire rotor bestaande uit drie moleculen in een nanoporie (buitendiameter 6,7 nm) bij 250 K |
| Moleculaire halsketting    | Een klasse mechanisch met elkaar verbonden moleculen afgeleid van catenanen waarbij een grote macrocyclische ruggengraat ten minste drie kleine ringen in de vorm van een ketting verbindt (zie afbeelding hiernaast). Een moleculaire ketting bestaande uit een grote macrolus met daarop n-1 ringen (en dus n ringen omvattend) wordt weergegeven als [n] MN. De eerste moleculaire ketting werd in 1992 gesynthetiseerd met verschillende α-cyclodextrinen op een enkele ruggengraat van een polyethyleenglycolketen; de auteurs brachten dit in verband met het idee van een "moleculair telraam" dat rond dezelfde tijd door Fraser Stoddart en collega's werd voorgesteld. Er zijn verschillende interessante toepassingen voor deze moleculen naar voren gekomen, zoals antibacteriële activiteit ontzwaveling van brandstoffen, en piëzo-elektriciteit.                   | Een voorbeeld van een moleculaire halsketting |
| Moleculaire propeller      | Een molecuul dat vloeistoffen kan voortstuwen wanneer het door zijn speciale vorm wordt rondgedraaid en die is ontworpen naar analogie van macroscopische propellers (zie schematische afbeelding). Het heeft verschillende bladen op moleculaire schaal die onder een bepaalde hoek op een as op nanoschaal zijn bevestigd. Er is aangetoond dat moleculaire propellers interessante eigenschappen hebben, zoals variaties in de pompsnelheid voor hydrofiele en hydrofobe vloeistoffen. | Voorbeeld van een moleculaire propeller die watermoleculen pompt dankzij het hydrofobe oppervlak                                                      |
| Moleculair pendelvoertuig  | Een molecuul dat moleculen of ionen van de ene locatie naar de andere kan vervoeren. Dit wordt schematisch weergegeven in de afbeelding, waar een ring (in groen) kan binden aan een van de gele plaatsen op de blauwe macrocyclische ruggengraat.. Een algemeen voorkomend moleculair pendelvoertuig bestaat uit een rotaxaan waarbij de macrocyclische verbinding tussen twee locaties of stations langs de dumbbellruggengraat kan bewegen. Het beheersen van de eigenschappen van beide plaatsen en door het reguleren van de omstandigheden zoals de pH kan sturing mogelijk maken welke plaats voor de binding wordt geselecteerd. Dit heeft geleid tot nieuwe toepassingen op het gebied van katalyse en medicijnafgifte. | Een voorbeeld van een op een rotaxaan gebaseerd moleculair pendelvoertuig (shuttle)                                                                   |
| Moleculaire schakelaar     | Bij een moleculaire schakelaar kan een molecuul heen en weer worden verschoven tussen twee of meer stabiele toestanden als reactie op bepaalde stimuli. Deze toestandsverandering beïnvloedt de eigenschappen van het molecuul, afhankelijk van de toestand waarin het zich op dat moment bevindt. In tegenstelling tot een moleculaire motor wordt al het mechanische werk dat wordt verricht als gevolg van de beweging in een schakelaar doorgaans ongedaan gemaakt zodra het molecuul terugkeert naar zijn oorspronkelijke staat, tenzij het deel uitmaakt van een groter motorachtig systeem. De afbeelding toont een op hydrazon gebaseerde schakelaar die schakelt als reactie op pH-veranderingen. | Een voorbeeld van een moleculaire schakelaar |
| Moleculair pincet          | Moleculaire pincetten zijn moleculen die voorwerpen tussen hun twee armen kunnen vasthouden. De open holte van het moleculaire pincet bindt voorwerpen met behulp van niet-covalente binding, waaronder waterstofbrug, metaalcomplexen, hydrofobe krachten, vanderwaalskrachten, π-interacties of elektrostatische effecten. De afbeelding toont bijvoorbeeld een pincet gevormd door een tang van corannuleen die een C60-fullereenmolecuul omklemt, genaamd "buckycatcher". Er zijn voorbeelden gerapporteerd van moleculaire pincetten die zijn opgebouwd uit DNA en die DNA-machines worden genoemd. | Een voorbeeld van een moleculair pincet met er tussen een fullereen                                                                                   |
| Nanokar                    | Nanokarren zijn voertuigen bestaande uit één molecuul die op macroscopische auto's lijken en belangrijk zijn om te begrijpen hoe moleculaire diffusie op oppervlakken kan worden gecontroleerd. De afbeelding toont een voorbeeld met vier wielen gemaakt van fullereenmoleculen. De eerste nanokarren werden in 2005 gesynthetiseerd door James M. Tour. Ze hadden een H-vormig chassis en vier moleculaire wielen (fullerenen) die aan de vier hoeken waren bevestigd.In 2011 synthetiseerden Feringa en collega's de eerste gemotoriseerde nanokar waarbij moleculaire motoren als roterende wielen aan het chassis waren bevestigd. De auteurs konden de gerichte beweging van de nanokar op een koperen oppervlak aantonen door energie te leveren via een scanning tunneling microscooppunt. Later, in 2017, vond in Toulouse de allereerste nanokarrace ter wereld plaats. | Een nanokar met C60-fullerenen als wielen |

## Onderzoek en toepassingen
De constructie van complexere moleculaire machines is een actief gebied van theoretisch en experimenteel onderzoek. Hoewel er tegenwoordig een grote verscheidenheid aan AMM's bekend is, worden experimentele studies van deze moleculen belemmerd door het gebrek aan methoden om deze moleculen te construeren. In deze context is theoretische modellering naar voren gekomen als een cruciaal hulpmiddel om de zelfassemblage- of demontageprocessen in deze systemen te begrijpen.
Er is een breed scala aan toepassingen aangetoond voor AMM's, waaronder toepassingen die zijn geïntegreerd in polymere, vloeibare kristallen en kristallijne systemen voor uiteenlopende functies. Homogene katalyse is een prominent voorbeeld, vooral op gebieden als asymmetrische synthese, waarbij gebruik wordt gemaakt van niet-covalente interacties en biomimetische allosterische katalyse. AMM's zijn cruciaal geweest bij het ontwerp van verschillende op stimuli reagerende slimme materialen, zoals zelf-geassembleerde 2D- en 3D-materialen en op nanodeeltjes gebaseerde systemen, voor veelzijdige toepassingen variërend van 3D-printen tot medicijnafgifte.
AMM's gaan geleidelijk over van de conventionele oplossingsfasechemie naar oppervlakken en grensvlakken. AMM-geïmmobiliseerde oppervlakken (AMMIS's) zijn bijvoorbeeld een nieuwe klasse functionele materialen die bestaan uit AMM's die zijn bevestigd aan anorganische oppervlakken en kenmerken vormen zoals zelf-geassembleerde monolagen; dit geeft aanleiding tot afstembare eigenschappen zoals fluorescentie, aggregatie en geneesmiddelafgifte-activiteit.
De meeste van deze toepassingen bevinden zich nog steeds op het proof-of-concept-niveau (haalbaarheid van de toepassing) en vereisen grote aanpassingen om ze aan te passen aan de industriële schaal. Uitdagingen bij het stroomlijnen van toepassingen op macroschaal zijn onder meer de autonome werking, de complexiteit van de machines, de stabiliteit in de synthese van de machines en de werkomstandigheden.